# 13 (album, Black Sabbath)
13 je devatenácté studiové album britské heavymetalové skupiny Black Sabbath. Jeho nahrávání probíhalo od srpna 2012 do ledna následujícího roku. Jeho producentem byl Rick Rubin a vydáno bylo 7. června 2013. Jde o první album skupiny od roku 1995, kdy vyšlo Forbidden a o první se zpěvákem Ozzy Osbournem od roku 1978, kdy vyšlo Never Say Die!. Na albu hrají tři z původních členů skupiny: kytarista Tony Iommi, baskytarista Geezer Butler a zpěvák Osbourne. Bubeník Bill Ward se reunionu skupiny neúčastní a na albu jej nahradil Brad Wilk, člen skupin Rage Against the Machine a Audioslave.
První singl z alba nazvaný „God Is Dead?“ vyšel 19. dubna 2013. Skladba „End of the Beginning“ bude představena 15. května téhož roku prostřednictvím seriálu Kriminálka Las Vegas.
Dne 7. prosince 2013 skupina vystoupila v rámci podpory alba v Praze.

## Seznam skladeb
Všechny texty napsal Geezer Butler a autory hudby jsou Tony Iommi, Ozzy Osbourne a Butler.
| Pořadí         | Název                | Délka |
| -------------- | -------------------- | ----- |
| 1.             | End of the Beginning | 8:07  |
| 2.             | God Is Dead?         | 8:55  |
| 3.             | Loner                | 5:00  |
| 4.             | Zeitgeist            | 4:37  |
| 5.             | Age of Reason        | 7:00  |
| 6.             | Live Forever         | 4:46  |
| 7.             | Damaged Soul         | 7:51  |
| 8.             | Dear Father          |       |
| Celková délka: | Celková délka:       | 53:15 |

| bonusy na de-luxe verzi | bonusy na de-luxe verzi | bonusy na de-luxe verzi |
| Pořadí                  | Název                   | Délka                   |
| ----------------------- | ----------------------- | ----------------------- |
| 8.                      | nepojmenováno           | 7:20                    |
| 9.                      | Methademic              | 5:57                    |
| 10.                     | Peace of Mind           | 3:40                    |
| 11.                     | Pariah                  | 5:34                    |
| Celková délka:          | Celková délka:          | 68:49                   |

## Obsazení
Black Sabbath
- Ozzy Osbourne – zpěv
- Tony Iommi – kytara
- Geezer Butler – baskytara

Ostatní
- Brad Wilk – bicí